# Littérature américaine
Pour un article plus général, voir Littérature des Amériques.
 (février 2022).
 (septembre 2024).
La littérature américaine regroupe les auteurs ayant produit l'essentiel de leur œuvre aux États-Unis. Elle peut être regroupée au sein de la littérature anglophone, mais elle peut aussi être un objet d'étude à part entière.

## Débuts

### Littérature amérindienne
- Tradition orale des Amérindiens (en)
- Littérature amérindienne d'Amérique du Nord (en)
- Littératures indigènes au Canada (en)
- Liste d'écrivains indigènes d'Amérique (en)
- Renaissance amérindienne (après 1945)

### Littérature de la période coloniale (1585-1776)

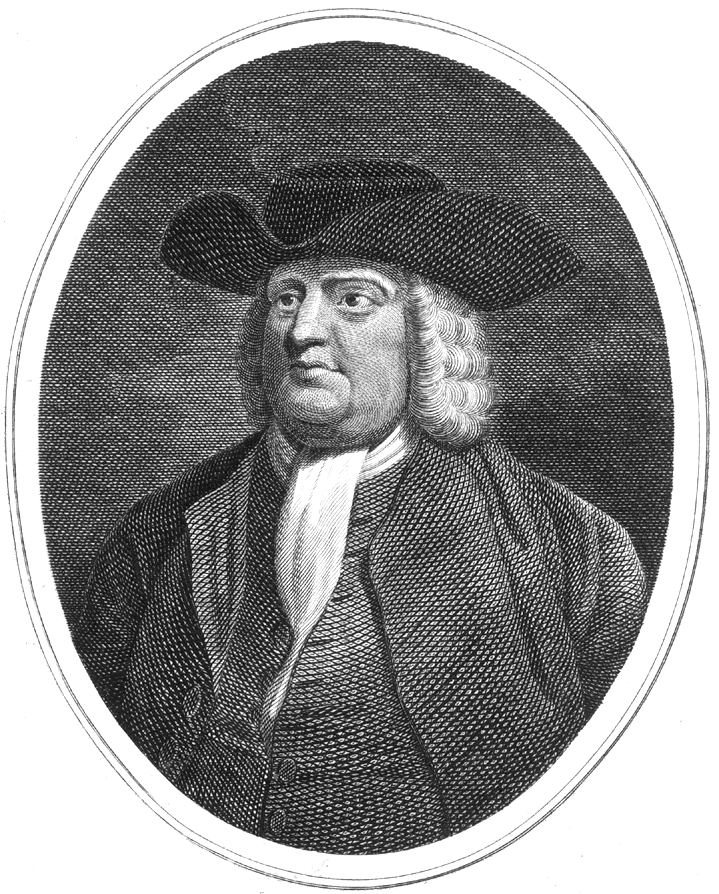
William Penn

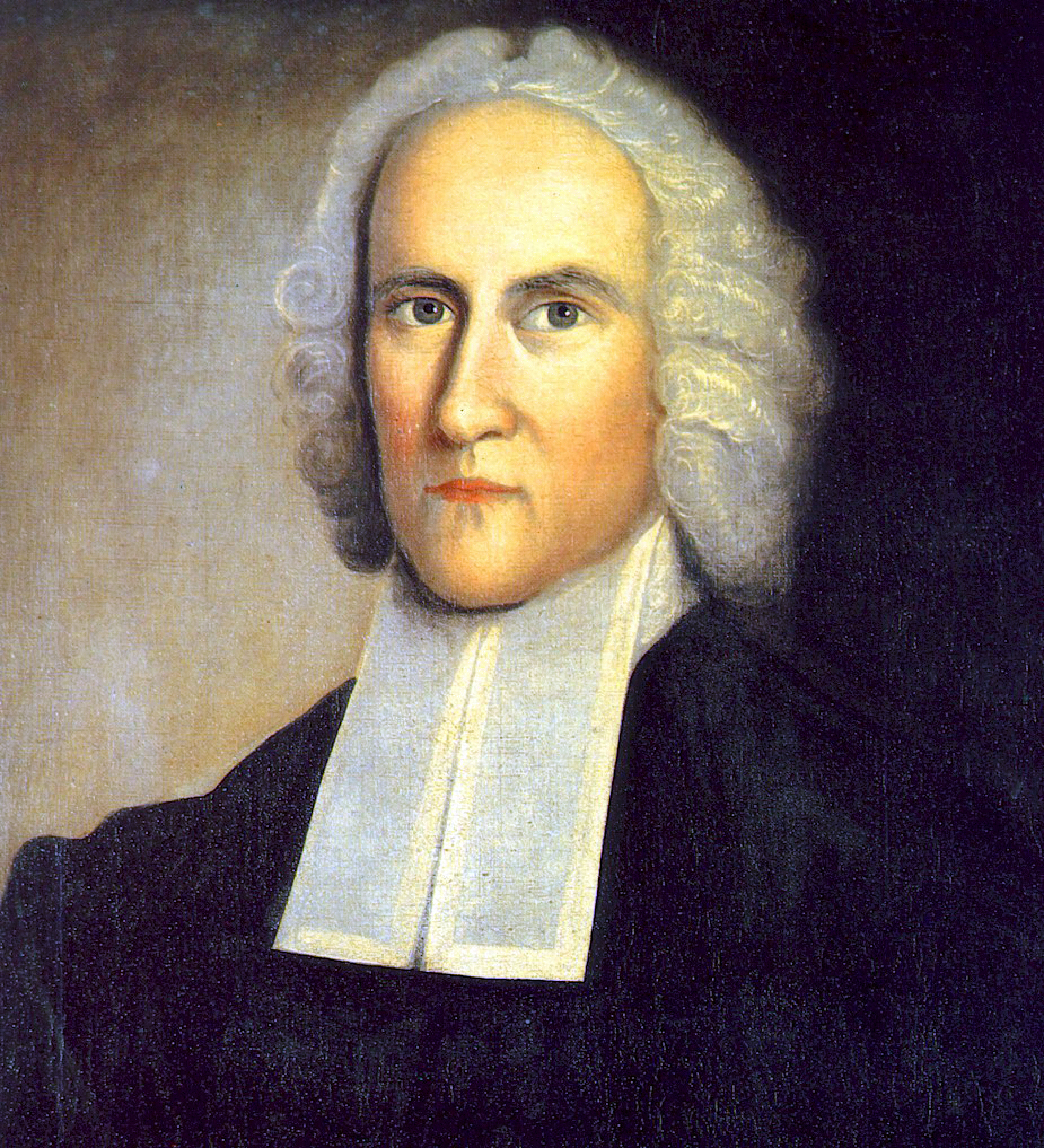
Jonathan Edwards

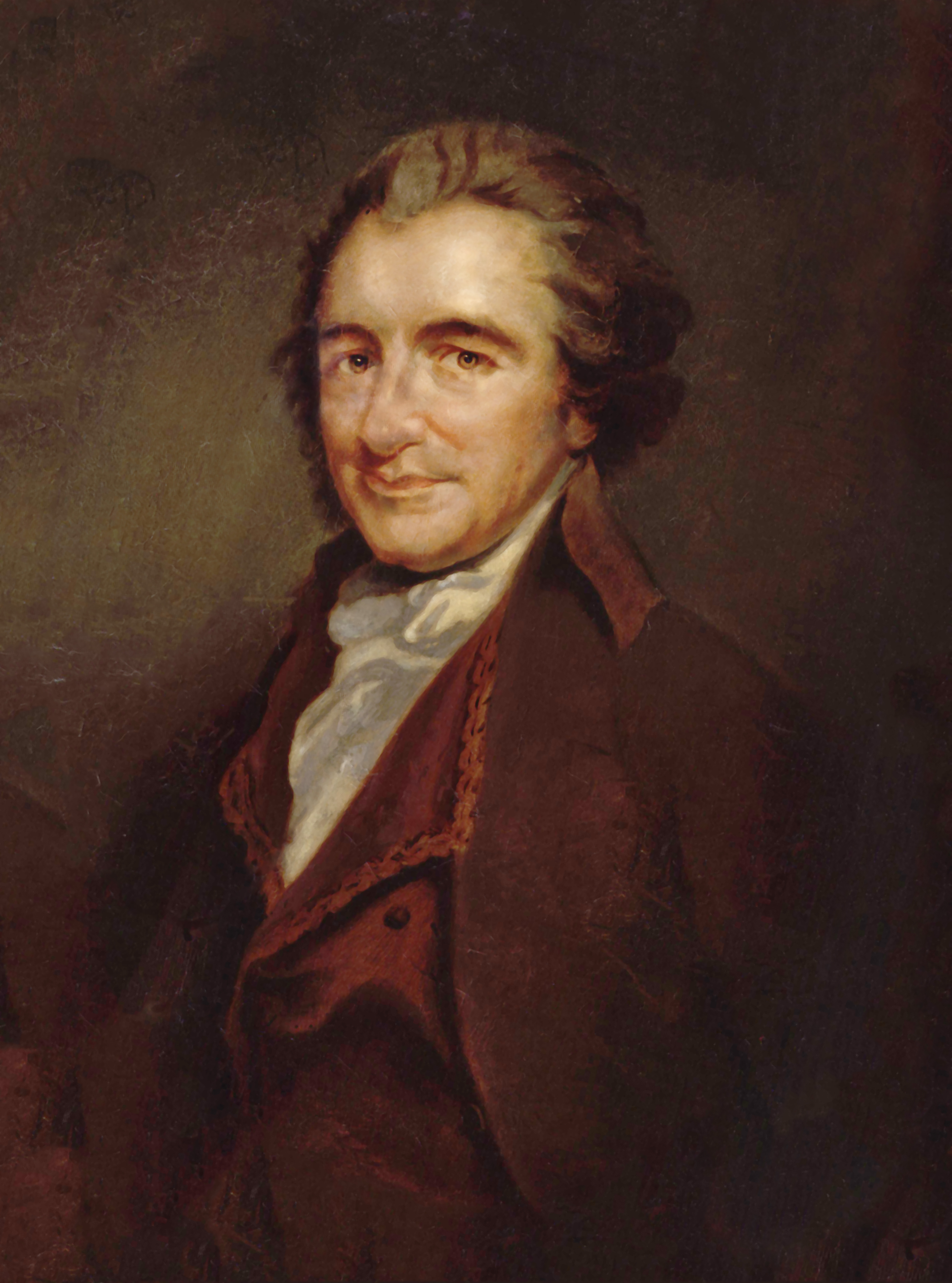
Thomas Paine

Dès la découverte de l'Amérique par les Européens, l'écriture joue un rôle majeur dans la création d'une identité culturelle qui s'affirme d'une part par l'appropriation du Nouveau Monde au détriment des natifs, d'autre part par l'idée d'un monde neuf et cependant intemporel. Au cours de la période coloniale, les nombreuses descriptions du pays seront ainsi une manière d'affirmer un droit de possession opposé à l'illettrisme supposé des natifs américains, et elles forgeront une représentation européenne du continent.
Au début de l'histoire de ce qu'on appelle aujourd'hui les États-Unis, il y a une série de treize colonies britanniques sur la côte orientale du continent nord-américain. À ses débuts, la production littéraire américaine est seulement une forme de la littérature anglaise, et ses thèmes ne se démarquent pas de ceux que l'on trouve dans les œuvres anglaises. Les premières œuvres américaines s'attachent à décrire la vie dans les colonies, les interrogations religieuses nées de la colonisation ainsi que la situation sociale, notamment les relations avec les Amérindiens.
Beaucoup de compositions de la première littérature américaine au XVIIe siècle sont des pamphlets et des essais historiques vantant les bienfaits économiques et militaires des colonies à la fois pour l'Europe et pour les colons. Le capitaine John Smith de Jamestown peut être considéré comme le premier auteur américain avec A True Relation of ... Virginia ... (1608) et The General Historie of Virginia, New England, and the Summer Isles (1624). Les autres auteurs importants de cette première littérature coloniale, qui sont à la fois les premiers historiens et les apologistes de la colonisation, sont Daniel Denton, Thomas Ashe, William Penn, George Percy, William Strachey, John Hammond[Lequel ?] Daniel Coxe, Gabriel Thomas[Lequel ?], et John Lawson.
Les querelles religieuses qui poussent les Européens à s'installer en Amérique du Nord apparaissent souvent dans la première littérature des États-Unis. Un journal écrit par John Winthrop s'interroge sur les fondements religieux de la colonie de la baie du Massachusetts. Edward Winslow tient un journal des premières années qui suivent le débarquement des puritains du Mayflower. On peut classer parmi ces auteurs d'inspiration principalement religieuse des auteurs tels que Increase Mather ou William Bradford. Ce dernier publie un journal intitulé History of Plymouth Plantation, tenu entre 1620 et 1647. A contrario, des auteurs tels que Roger Williams et Nathaniel Ward prennent clairement position pour la séparation du gouvernement et de la religion.
Dans les décennies qui suivent l'arrivée des premiers colons, de nombreux écrits décrivent les conflits et les relations avec les Amérindiens, notamment chez les auteurs suivants : Daniel Gookin, Alexander Whitaker, John Mason, Benjamin Church, ou encore Mary Rowlandson. John Eliot traduit la Bible dans la langue des Algonquins.
La première littérature américaine voit aussi éclore une poésie relativement originale. Anne Bradstreet et Edward Taylor représentent particulièrement cette poésie. Michael Wigglesworth écrit un poème, vite très célèbre, The Day of Doom, décrivant le temps du Jugement dernier. Nicholas Noyes est connu, quant à lui, pour sa production poétique d'inspiration burlesque.
Plus tard, Jonathan Edwards et George Whitefield représentent le Great Awakening (le « Grand Réveil »), un renouveau religieux du début du XVIIIe siècle prônant un retour à un calvinisme strict. Parmi les auteurs puritains, il faut citer Thomas Hooker, Thomas Shepard, Uriah Oakes, John Wise, ou Samuel Willard. D'autres auteurs moins stricts sont Samuel Sewall, Sarah Kemble Knight, ou William Byrd.
La production littéraire du XVIIIe siècle dépasse l'écriture descriptive des premiers Européens installés sur la terre américaine et se veut déjà un premier pas vers une littérature à proprement parler américaine, du fait de l'importance plus en plus grande donnée au sentiment d'appartenance à une nouvelle nation de la part des descendants d'Européens, même si la notion de destinée manifeste apparaît plus tard. Ainsi, même si le roman se développe et si une production poétique existe, le XVIIIe siècle est avant tout marqué par le nombre très important d'écrits politiques relatifs à la révolution américaine.
La période révolutionnaire compte de nombreux écrits politiques, incluant les partisans des colonies tels Samuel Adams, Josiah Quincy (en), John Dickinson, Thomas Jefferson ou Joseph Galloway, un loyaliste attaché à la Couronne d'Angleterre. Les œuvres de Benjamin Franklin, principalement Poor Richard's Almanack et The Autobiography of Benjamin Franklin, sont considérées comme un grand témoignage et ont eu une grande influence sur la formation de l'identité américaine naissante. Le pamphlet de Thomas Paine, The Common Sense, et les The American Crisis writings ont très largement influencé la révolution américaine.
Pendant la révolution américaine elle-même, des poèmes et des chansons tels que Yankee Doodle ou Nathan Hale sont très populaires. De talentueux satiristes s'expriment à cette époque tels que John Trumbull ou Francis Hopkinson. Philip Morin Freneau écrit des poèmes à propos de la course à la guerre.
- Littérature de Nouvelle-Angleterre (en) (à partir de 1640)
- Littérature du sud des États-Unis (en) (à partir de 1640)
- Middle Colonies (en) (Mid-Atlantic)
- Colonies du Sud (Sud des États-Unis, Dixie (région))

### Débuts d'une production américaine originale (1776-1830)

Déclaration d'indépendance américaine.

À la suite de l'Indépendance en 1776, une littérature américaine originale, tiraillée entre les origines européennes des habitants du nouvel État et la volonté de définir le peuple américain en tant que nation, fait ses premiers pas et donnent naissance aux premiers romans typiquement américains.
Dans la période d'immédiat après-guerre, les Essais fédéralistes de Alexander Hamilton, James Madison, et de John Jay représentent un débat historique sur l'organisation du gouvernement et les valeurs républicaines. The United States Declaration of Independence de Thomas Jefferson, son influence sur la Constitution, son autobiographie, les Notes on the State of Virginia, et ses très nombreuses lettres ont amené les critiques à faire de lui l'un des plus talentueux premiers écrivains américains. Fisher Ames, James Otis, et Patrick Henry ont une grande importance pour leurs écrits politiques et leurs discours.
On considère souvent que le premier roman américain est The Power of Sympathy (1789) de William Hill Brown. Cependant certains critiques considèrent qu'il s'agit de Interesting Narrative (1789) de Olaudah Equiano. La plupart des écrits de la nouvelle nation luttèrent pour trouver une voie américaine en littérature. La littérature américaine à ses débuts emprunte beaucoup aux courants européens. Ainsi, Wieland et les autres romans de Charles Brockden Brown (1771-1810) imitent les romans gothiques anglais. Les contes de Washington Irving (1783-1859) sont influencés par la littérature européenne, même s'ils ont pour cadre le Nouveau Monde.
Dès la fin du XVIIIe siècle, les États-Unis cherchent à défendre leur culture et leur langue, dans le but de se démarquer de la Grande-Bretagne, particulièrement dans le contexte de la révolution américaine. Dans les années 1780, les efforts portent sur l'individualisation d'une graphie et d'une orthographe américaines : Noah Webster, dans le cadre de la société philologique de New York, écrit un dictionnaire américain. Le mot « américanisme » apparaît en 1781 sous la plume du révérend John Witherspoon. Phillis Wheatley écrit une ode à George Washington en 1776. En 1784, elle rédige un véritable panégyrique de la nouvelle nation américaine.

### Premiers «romans américains»
À la fin du XVIIIe siècle et au début du XIXe siècle sont publiés les premiers romans américains. Commence alors à exister un public de lecteurs, femmes et hommes, suffisant pour que des éditeurs s'y intéressent. Parmi les premiers romans, on trouve un grand nombre de romans sentimentaux, écrits par des femmes pour un public féminin, et racontant les mésaventures de jeunes filles séduites, les plus célèbres étant Charlotte Temple de Susanna Rowson et Female Quixotism: Exhibited in the Romantic Opinions and Extravagant Adventures of Dorcasina Sheldon de Tabitha Gilman Tenney publié en 1802 qui est le roman le plus vendu, le plus lu, le plus populaire jusqu'à la publication du roman La case de l'oncle Tom de Harriet Beecher Stowe en 1852,.
- William Hill Brown (1765-1793), The Power of Sympathy (1789)

## XIXesiècle: une littérature qui devient américaine
Le premier écrivain à écrire des fictions et des poèmes américains est peut-être Edgar Allan Poe (1809-1849). En 1835, Poe commence à écrire des nouvelles qui explorent la psychologie humaine et repoussent les frontières de la fiction vers le mystère et le fantastique.
Entre-temps, en 1837, Nathaniel Hawthorne (1804-1864) publie un recueil de différentes histoires : Twice-Told Tales, un livre riche en symbolisme et en références occultes. Hawthorne continue ensuite à écrire des histoires qui explorent des thèmes comme la culpabilité ou la fierté.
L'œuvre de Hawthorne eut un profond impact sur son ami Herman Melville (1819-1891).
- Washington Irving (1783-1859), La Légende de Sleepy Hollow (1819), Rip Van Winkle (1819)
- James Fenimore Cooper (1789-1851), Le Dernier des Mohicans (1826)
- Ralph Waldo Emerson (1803-1882), Nature (1836)
- Nathaniel Hawthorne (1804-1864), La Lettre écarlate (1850)
- Henry Longfellow (1807-1882), Évangéline (1847), Le Chant de Hiawatha (1854-1855)
- Harriet Beecher Stowe (1811-1896), La Case de l'oncle Tom (1852)
- Henry David Thoreau (1817-1862), Walden ou la Vie dans les bois (1854)
- Herman Melville (1819-1891), Moby-Dick (1851)
- Walt Whitman (1819-1892), Feuilles d'herbe (1855)
- Emily Dickinson (1830-1886), liste des poèmes d'Emily Dickinson (en)

Mark Twain (1835-1910) est le premier écrivain américain à naître loin de la côte Est, sur les bords du Missouri. Son style, influencé par le journalisme, change la manière dont les Américains abordent leur langue. Les personnages de Twain parlent véritablement une langue américaine, avec des dialectes locaux, de locaux et des néologismes venus des accents régionaux : Les Aventures de Tom Sawyer (1876), Les Aventures de Huckleberry Finn (1884), La Prière de la guerre (1916).
Henry James (1843-1916), né à New York, est une figure majeure du réalisme littéraire de la fin du XIXe siècle, il est considéré comme le maître de la nouvelle et du roman par de nombreux universitaires pour le grand raffinement de son écriture. Ses œuvres les plus célèbres sont Portrait de femme (1880-1881), Ce que savait Maisie (1897), Le Tour d'écrou (1898) et La Coupe d'or (1904).

## XXesiècle

### Pluralisme culturel
À l'aube du XXe siècle, la littérature américaine tend à privilégier les auteurs qui se prêtent le mieux aux approches sociologiques, ethniques et politiques. Elle se développe en partie dans le cadre général de la Renaissance de Harlem (1918-1935). Les éditeurs ont souvent substitué des œuvres dont la valeur esthétique était secondaire, à ceux de grands auteurs classiques américains parce que ceux-ci n’entraient pas dans les critères ethniques du melting-pot que prône une partie significative de la population américaine. Cette littérature comprend notamment des auteurs tels que :
- Ambrose Bierce (1842-1914)
- Henry James (1843-1916)
- Edith Wharton (1862-1937)
- O. Henry (1862-1910)
- Jack London (1876-1916)
- Stephen Crane (1871-1900)
- Theodore Dreiser (1871-1945)
- Sinclair Lewis (1885-1951)
- Howard Phillips Lovecraft (1890-1937)
- Henry Miller (1891-1980)
- Francis Scott Fitzgerald (1896-1940)
- John Dos Passos (1896-1970)
- William Faulkner (1897-1962)
- Stephen Vincent Benét (1898-1943)
- Ernest Hemingway (1899-1961)
- Thomas Wolfe (1900-1938)
- John Steinbeck (1902-1968)
- John O'Hara (1905-1970)
- Richard Wright (1908-1960)
- Tennessee Williams (1911-1983)
- Ralph Ellison (1914-1994)
- Saul Bellow (1915-2005)
- Arthur Miller (1915-2005)
- Shelby Foote (1916-2005)
- Carson McCullers (1917-1967)
- Gwendolyn Brooks (1917-2000)
- J.D. Salinger (1919-2010)
- Jack Kerouac (1922-1969)
- Norman Mailer (1923-2007)
- Truman Capote (1924-1984)
- James Baldwin (1924-1987)
- Flannery O'Connor (1925-1964)
- Susan Taubes (1928-1969)
- Toni Morrison (1931-2019)
- John Updike (1932-2009)
- Ernest James Gaines (1933-2019)
- Philip Roth (1933-2018)
- Cormac McCarthy (1933-2023)
- N. Scott Momaday (1934-)
- Don DeLillo (1936-)
- Thomas Pynchon (1937-)
- Raymond Carver (1938-1988)
- Russell Banks (1940-2023)
- Alice Walker (1944-)
- Paul Auster (1947-2024)
- Louise Erdrich (1954-)
- Madison Smartt Bell (1957-)
- Jonathan Franzen (1959-)
- Sherman Alexie (1966-)

### «Génération perdue»
Ce mouvement désigne un courant littéraire américain de l'entre-deux-guerres. Il compte parmi ses membres, majoritairement nés entre 1885 et 1905, Ernest Hemingway (1899-1961), le plus emblématique, mais aussi :
- Gertrude Stein (1874-1946).
- Sherwood Anderson (1876-1941)
- Ezra Pound (1885-1972)
- Sylvia Beach (1887-1962)
- T. S. Eliot (1888-1965)
- Francis Scott Fitzgerald (1896-1940)
- John Dos Passos (1896-1970)
- Louis Bromfield (1896-1956)
- Ernest Hemingway (1899-1961)
- John Steinbeck (1902-1968)
- Waldo Peirce (1884-1970)

Tous ont vu et raconté la perte de transcendance d'une Amérique bouleversée par les mutations sociales et morales. On considère souvent F. Scott Fitzgerald comme le chef de file de la Génération Perdue.

### Autresgénérationsaméricaines
La Génération missionnaire correspond à la cohorte des personnes nées entre 1862 et 1884.
La Génération grandiose correspond à la cohorte des personnes nées entre 1905 et 1925.
La Génération silencieuse correspond à la cohorte des personnes nées entre 1925 et 1945.

### Beat Generationet lesSixties
- William S. Burroughs (1914-1997)
- John Clellon Holmes (1926-1988)
- Allen Ginsberg (1926-1997)
- Jack Kerouac (1922-1969)
- Diane di Prima (1934-2020)
- Ken Kesey (1935-2001)
- Tom Wolfe (1930-2018)
- Paul Krassner (1932-2019)
- Sylvia Plath (1932-1963)

### Courant post-moderne
- John Barth (1930-2024)
- E. L. Doctorow (1931-2015)
- Don DeLillo (1936-)
- Thomas Pynchon (1937-)
- Brat Pack (littérature)
- Chris Kraus (écrivaine) (1955-)

## Première moitié duXXIesiècle
Elle est encore marquée par le post-modernisme, malgré un retour à une narration souvent plus linéaire. Aujourd'hui, qu'il s'agisse de Paul Auster, Jonathan Frazen, Giannina Braschi, Colson Whitehead, ou de Cormac McCarthy (La Route), ou encore de Bret Easton Ellis, la condition humaine est une question centrale dans la littérature du XXIe siècle.

### Littérature des minorités
- La Société pour l'étude de la littérature multiethnique des États-Unis (en) (1974, MELUS)[9]
- Littérature acadienne, langue française en Louisiane, anglais cadien
  - Liste d'écrivains cajuns : Barry Jean Ancelet, Joshua Benton, Kevin Fontenot, Tim Gautreaux, Gary Lavergne, Matthew Randazzo, J. Minos Simon, Alexandrea Weis
- Littérature américaine en espagnol (en) (depuis 1610), littérature latino (en)
- Littérature juive américaine (en)
- Littérature sino-américaine (à partir de 1850)
- Littérature hawaïenne
- Littérature arméno-américaine (à partir de 1890)
- Littérature arabe américaine (en), Arab American Book Award (en) (Prix du Livre Arabe Américain), Diana Abu-Jaber (en), Liste d'écrivains arabes américains (en)

Pour le siècle courant, quelques noms :
- Maxine Hong Kingston (1940-), Amy Tan (1952-), d'ascendance chinoise
- Jhumpa Lahiri (1967-), d'ascendance indienne
- Littérature chicano (en)
  - Tomás Rivera (en) (1935-1984)
  - Rudolfo Anaya (en) (1937-2020)
  - Denise Chávez (en) (1948-)
  - Sandra Cisneros (1954-)
- Julia Alvarez (1950-), Junot Díaz (1968-), d'origine dominicaine
- Giannina Braschi (1953-), Rosario Ferré (1938-2016), René Marqués (en) (1919-1979), José Rivera (1955-), Julia de Burgos (1914-1953), Pedro Pietri (en) (1944-2004), Nuyorican Poets Café (en), d'origine portoricaine,
- Renaissance amérindienne, dont N. Scott Momaday (1934-), Leslie Marmon Silko (1948-), Gerald Vizenor (1934-), Louise Erdrich (1954-), James Welch (1940-2003), Sherman Alexie (1966-), Simon J. Ortiz, Joy Harjo (1951-)...
- Celeste Ng (1980-), d'origine chinoise hong-kongaise

## Genres de la littérature américaine

### Théâtre
- Edward Albee (1928-2016)
- Maxwell Anderson (1888-1959)
- Amiri Baraka (1936-2014)
- Horton Foote (1916-2009)
- Lorraine Hansberry (1930-1965)
- Lillian Hellman (1905-1984)
- David Henry Hwang (en) (1957)
- Tony Kushner (1956)
- David Mamet (1947)
- Lin-Manuel Miranda (1980)
- Arthur Miller (1915-2005)
- Eugene O'Neill (1888-1953)
- Tennessee Williams (1911-1983)
- August Wilson (1945-2005)

### Poésie lyrique
- Liste de poètes américains

- Maya Angelou (1928-2014)
- John Ashberry (1927-2017)
- Amiri Baraka (1934-2014)
- Giannina Braschi (1953)
- Gwendolyn Brooks (1917-2000)
- Julia de Burgos (1914-1953)
- Sandra Cisneros (1954-)
- Billy Collins (1941-)
- E. E. Cummings (1894-1962)
- Emily Dickinson (1830-1886)
- T. S. Eliot (1888-1965)
- Robert Frost (1974-1963)
- Allen Ginsberg (1926-1997)
- Nikki Giovanni (1943)
- H.D. (1886-1961)
- Terrence Hayes (1971)
- Langston Hughes (1902-1967)
- June Jordan (1936-2002)
- Jack Kerouac (1922-1946)
- Henry Longfellow (1807-1882)
- Ezra Pound (1885-1972
- Adrienne Rich (2029-2012)
- Anne Sexton (1928-1974)
- William Carlos Williams (1883-1963)
- Walt Whitman (1819-1892)
- Liste de poètes américains
- National Poetry Foundation (en) (1971)

### Roman
- Romantisme noir
- Grand roman américain
- Réalisme américain
- Âge d'or de la science-fiction
- Réalisme sale (1970-1980)

### Revues
- Black Mountain Review (1954-1957)

## Géographie de la littérature américaine
- Régionalisme littéraire américain (en)

- Nord-Est des États-Unis, Nouvelle-Angleterre (Maine, Vermont, New-Hampshire, Massachusetts, Connecticut, État de New-York, Rhode-Island) :
  - Nathaniel Hawthorne (1804-1864)
  - John Cheever (1912-1982),
  - William Gaddis (1922-1998), Charles Simmons (1924-2017),  Alison Lurie (1926-2020),
  - John Gardner (1933-1982), Annie Proulx (1935-),
  - Russell Banks (1940-2023), Frederick Busch (1941-2006), Steven Millhauser (1943-), Laurie Colwin (1944-1992), David Gates (1947-), Richard Russo (1949-),
  - Alice Hoffman (1952-)
  - Rick Moody (1961-), Stewart O'Nan (1961-), Chang-Rae Lee (1965-)...

- Midland atlantique (Pennsylvanie, New-Jersey, Delaware, Maryland) :
  - Theodore Dreiser (1871-1945), Sherwood Anderson (1876-1941), Upton Sinclair (1878-1968),
  - William Carlos Williams (1883-1963), Sinclair Lewis (1885-1951),
  - John Dos Passos (1896-1970),
  - Richard Wright (1908-1960), Nelson Algren (1909-1981),
  - Saul Bellow (1915-2005),
  - John Barth (1930-2004), Thomas Pynchon (1937-),
  - Anne Tyler (1941-), Annie Dillard (1945-), Richard Bausch (1945-, Géorgie),
  - Donald Antrim (1958-),
  - Stewart O'Nan (1961-), Laura Kasischke (1961-),

- Midwest (Dakota Nord et Sud, Illinois, Indiana, Iowa, Kansas, Michigan, Minnesota, Missouri, Nebraska, Ohio, Wisconsin) :
  - Michael Collins (1924-2005),
  - Harold Brodkey (1930-1996), Toni Morrison (1931-2019), Donald Goines (1936-1974), Jim Harrison (1937-2016), Thomas McGuane (1939-),
  - John Edgar Wideman (1941-), Kent Haruf (1943-2014), Richard Ford (1944-1996),
  - Michael Cunningham (1952-),
  - Tristan Egolf (1971-2005)...

- Grandes Plaines (Minnesota, Iowa, Dakotas, Nebraska, Oklahoma, Kansas) :
  - Willa Cather (1873-1947),
  - Robert Coover (1932-2024),
  - Jane Smiley (1949-),
  - James Galvin (poet) (en) (1951-), Louise Erdrich (1954-)
  - David Treuer (1970)...

- Corn Belt et Montagnes-et-déserts de l'Ouest et du Nord-Ouest (Wyoming, Colorado, Utah, Nevada, Oregon, Montana, Washington) :
  - James Fenimore Cooper (1789-1851),
  - Norman Maclean (1902-1990), Wallace Stegner (1909-1993),
  - Thomas Savage (1915-2003),
  - William Kittredge (1932-2020), Thomas McGuane (1939-), James Crumley (1939-2008),
  - Richard Ford (1944-1996), Craig Lesley (en) (1945-), Leslie Marmon Silko (1948-), James Crumley (1948-),
  - Kevin Canty (1953-), Melanie Rae Thon (en) (1957-), Rick Bass (1958-),
  - Dan Chaon (1964-), Sherman Alexie (1966-)...
  - Écrivains du Montana

- Pacifique (Californie), l'école du Pacifique :
  - John Steinbeck (1902-1968), William Saroyan (1908-1981),
  - Edward Bunker (1933-2005), Susan Sontag (1933-2004),
  - Armistead Maupin (1944-), Dan Fante (1944-2015),  Mike Davis (1946-2022), T. C. Boyle (1948-), James Ellroy (1948-),  Denis Johnson (1949-2017),
  - Terry McMillan (1951-), Amy Tan (1952-), Dennis Cooper (1953-), Michael Connelly (1956-), William T. Vollmann (1959-),
  - Bret Easton Ellis (1964-)...

- Alaska :
  - John Hawkes (1925-1988), Barry Lopez (1945-2020)

### Littérature du Sud
- Mark Twain (1835-1910)

- George Washington Cable (1844-1925)
- Joel Chandler Harris (1848-1908)

- Kate Chopin (1850-1904)
- Mary Noailles Murfree (1850-1922)
- Thomas Nelson Page (en) (1853-1922)

- Willa Cather (1873-1947

- H. L. Mencken (1880-1956)

- Katherine Anne Porter (1890-1980)
- Zora Neale Hurston (1891-1960)
- Caroline Gordon (1895-1981)
- William Faulkner (1897-1962)
- Allen Tate (1899-1979)

- Thomas Wolfe (1900-1938)
- Margaret Mitchell (1900-1949)
- Brainard Cheney (en) (1900-1990)
- Erskine Caldwell (1903-1987)
- Robert Penn Warren (1905-1989), Les Fous du roi (1946)
- James Agee (1909-1955)
- Eudora Welty (1909-2001)

- Tennessee Williams (1911-1983)
- William Goyen (1915-1983)
- Walker Percy (1916-1990)
- Shelby Foote (1916-2005)
- Carson McCullers (1917-1967)

- Virginia C. Andrews (1923-1986)
- James Dickey (1923-1997)
- Flannery O'Connor (1925-1964)
- Tony Hillerman (1925-2008)

- Charles Portis (1933-2020)
- Cormac McCarthy (1933-2023)
- Wendell Berry (1934-)
- Harry Crews (1935-2012, Géorgie)
- Fred Chappell (1936-2024)
- James Lee Burke (1936-, Texas)
- John Kennedy Toole (1937-1969)
- Hunter S. Thompson (1937-2005)
- Toni Cade Bambara (1939-1995)
- John Berendt (1939-)
- Thomas McGuane (1939-)
- Lewis Nordan (en) (1939-2012)

- William Gay (1941-2012)
- William Hjortsberg (1941-2017)
- Anne Rice (1941-2021)
- Barry Hannah (1942-2010, Mississipi)
- Angela Davis (1944-)
- James Sallis (1944-, Arkansas)
- Thomas Sanchez (1944-)
- Alice Walker (1944-)
- Robert Olen Butler (1945-)
- Barry Gifford (1946-)
- Allan Gurganus (1947-)
- Frank Stanford (1948-1978)
- Dorothy Allison (1949-)

- Michael McDowell (1950-1999)
- Larry Brown (1951-2004, Mississipi)
- Charlaine Harris (1951-)
- Joe R. Lansdale (1951-)
- Robert McCammon (1952-)
- Beth Henley (1952-)
- Breece D'J Pancake (en) (1952-1979)
- Jim Grimsley (1955-)
- John Grisham (1955-)
- Barbara Kingsolver (1955-)
- Brad Watson (1955-2020)
- Rick Bass (1958-, Texas)

- Kaye Gibbons (en) (1960-)
- Tom Franklin (1963-)
- Mark Z. Danielewski (1966-)
- Poppy Z. Brite (1967-)

- Cherie Priest (1975-)
- Jesmyn Ward (1977-)

- Sud des États-Unis (Dixie)
- Culture du Sud des États-Unis
- Southern Gothic (musique, littérature, cinéma)
- Littérature du sud des États-Unis (en)
- Southern Renaissance (en) (années 1920-1930)
- Southern Agrarians (en) (années 1930)
- Écrivains de la littérature du Sud des États-Unis (catégorie) (en) (>140)
- Fellowship of Southern Writers (en) (1987, Camaraderie des écrivains du Sud)

### Autres grands écrivains américains
- XIXe siècle : Washington Irving, James Fenimore Cooper (Le Dernier des Mohicans, 1826) et Harriet Beecher Stowe (La Case de l'oncle Tom, 1852).
- XXe siècle : John Irving auteur de Le Monde selon Garp 1978 ; Truman Capote ; Kurt Vonnegut ; Jim Harrison ; William Saroyan ; et Ayn Rand auteur de La Source vive et La Grève qui fut considéré comme un des romans les plus influents aux États-Unis après la Bible.
- Les lauréats du Prix Pulitzer : James A. Michener en 1948, Harper Lee en 1961 pour le classique et populaire Ne tirez pas sur l'oiseau moqueur et Philip Roth en 1998.
- Femmes : Laura Ingalls Wilder qui écrit La Petite Maison dans la prairie dans les années 1930. Willa Cather, Pearl Buck, Maya Angelou, Toni Morrison, Shirley Jackson (auteure de Maison hantée et La Loterie)…
- Poésie : William Carlos Williams, Robert Frost, Gwendolyn Brooks, Anne Sexton, Giannina Braschi
- Science-fiction, fantasy et horreur : H. P. Lovecraft, Philip K. Dick, George R. R. Martin, Ray Bradbury, Isaac Asimov, Michael Crichton, Jane Yolen, Robin McKinley, Stephen King, William Peter Blatty
- Littérature pour enfants ou adolescents : Madeleine L'Engle, Maurice Sendak, E. B. White, Judy Blume, Lyman Frank Baum, Beverly Cleary
- Bande dessinée : Art Spiegelman

### Auteurs
- Liste alphabétique d'écrivains américains
- Liste d'écrivains américains par année de naissance
- Liste de poètes américains (alphabétique)

### Institutions
- National Archives and Records Administration (1934, NARA), Archiviste des États-Unis
- Bibliothèque présidentielle, Bibliothèque du Congrès (1800)
- Academy of American Poets (1934)
- Académie américaine des arts et des lettres (1977), fusion de National Institute of Arts and Letters et de American Academy of Arts and Letters
- Histoire des bibliothèques aux États-Unis, Online Computer Library Center (OCLC, 1967)
- Bibliothèques aux États-Unis
- Liste de prix littéraires aux États-Unis, dont
  - Prix Pulitzer (1917), Prix Pulitzer du roman, Prix Pulitzer de l'œuvre théâtrale, Prix Pulitzer de la poésie...
  - National Book Awards (1950)
  - American Book Awards (1978)
  - Prix de poésie américaine (en)

## Lauréats duPrix Nobel de littérature
- 1930 : Sinclair Lewis
- 1936 : Eugene O'Neill
- 1938 : Pearl S. Buck
- 1948 : T. S. Eliot
- 1949 : William Faulkner
- 1954 : Ernest Hemingway
- 1962 : John Steinbeck
- 1976 : Saul Bellow
- 1978 : Isaac Bashevis Singer
- 1993 : Toni Morrison
- 2016 : Bob Dylan
- 2020 : Louise Glück

#### Anglophone
- (en-US) James David Hart (dir.), The Concise Oxford Companion to American Literature, New York, Oxford University Press, USA, 1986, 516 p. (ISBN 9780195047714, lire en ligne),
- (en-US) Ian Hamilton & Jeremy Noel-Tod (dir.), The Oxford Companion to Modern Poetry, Oxford, Oxford University Press, 1er juillet 2013, 744 p. (ISBN 9780199640256, lire en ligne),
- (en) Françoise Grellet, An introduction to American literature : time present and time past, Hachette supérieur, Paris, 2009 (5e édition), 425 p.  (ISBN 978-2-01-146042-4)
- (en-US) Seiwoong Oh (dir.), Encyclopedia of Asian-American Literature, New York, Facts on File, 1er juillet 2007, 408 p. (ISBN 9780816060863, lire en ligne)
- (en-US) Hans Ostrom & J. Macey, The Greenwood Encyclopedia of African American Literature, Westport, Connecticut, Greenwood Press, 1er septembre 2005, 424 p. (ISBN 9780313329777, lire en ligne),
- (en-US) Verity Smith, Concise Encyclopedia Of Latin American Literature, Chicago, Routledge, 1er septembre 2000, 712 p. (ISBN 9781579582524, lire en ligne),
- (en-US) Andrew Wiget (dir.), Dictionary of Native American Literature, New York, Routledge, 1er octobre 1994, 624 p. (ISBN 9780815315605, lire en ligne)
- (en) Richard Ruland et Malcolm Bradbury, From Puritanism to Postmodernism: a history of American literature, London, Penguin Books, 1992, 456 pages,  (ISBN 978-0-14-014435-2)

#### Francophone
- (fr) Pierre Lagayette, Histoire de la littérature américaine, Hachette, Paris, 2008, 159 p.  (ISBN 978-2-01-145933-6)
- (fr) Pierre-Yves Pétillon, Histoire de la littérature américaine : 1939-1989, Fayard, Paris, 2003, 825 p.  (ISBN 978-2-213-61720-6)
- (fr) Jean Pouvelle et Jean-Pierre Demarche (dir.), Guide de la littérature américaine des origines à nos jours, Ellipses, Paris, 2008, 415 p.  (ISBN 978-2-7298-3988-8)
- (fr) Daniel Royot, Jean Béranger, Yves Carlet (et al.), Anthologie de la littérature américaine, Presses universitaires de France, Paris, 1998 (3e éd.), 685 p.  (ISBN 978-2-13-049078-4)
- (fr) Daniel Royot, La littérature américaine, Paris, Presses universitaires de France, coll. « Que sais-je ? », 2004, 125 p.  (ISBN 978-2-13-054124-0)

### Discographie
- (en) American writers, British Library, BBC, Londres, 2008, 3 disques compacts (3 h 31 min) + 1 livret (28 p.)  (ISBN 978-0-7123-0544-0) (enregistrements historiques d'écrivains américains évoquant leur vie et leur œuvre)

### Filmographie
- (fr) A la découverte de la littérature américaine, film documentaire réalisé par Jean-Luc Daniel, en collaboration avec Alain Finkielkraut, Pierre-Yves Pétillon et Olivier Cohen, Arts et éducation, France Culture (prod.), la Cinquième (diff.), Paris, 1996, 57 min (VHS), enregistrement vidéo de l'émission de France Culture Répliques